# ベルヴェディア伯爵
ベルヴェディア伯爵（ベルヴェディアはくしゃく、英: Earl of Belvidere）は、アイルランド貴族の爵位。1756年に創設され、1814年に廃絶した。

## 歴史

ベルヴェディア伯爵家の紋章。

ロッチフォート家出身でアイルランド庶民院議員のロバート・ロッチフォート(1708–1774)は1738年3月16日にアイルランド貴族であるウェストミーズ県におけるベルフィールド男爵に、1751年10月5日にウェストミーズ県におけるベルフィールド子爵に、1756年11月29日にウェストミーズ県におけるベルヴェディア伯爵（Earl of Belvidere, of co. Westmeath）に叙された。その息子にあたる2代伯爵ジョージ・ロッチフォート(1738–1814)もアイルランド庶民院議員を務めた政治家だったが、2度の結婚で男子をもうけず、1814年に死去すると爵位がすべて廃絶した。

## ベルヴェディア伯爵（1756年）

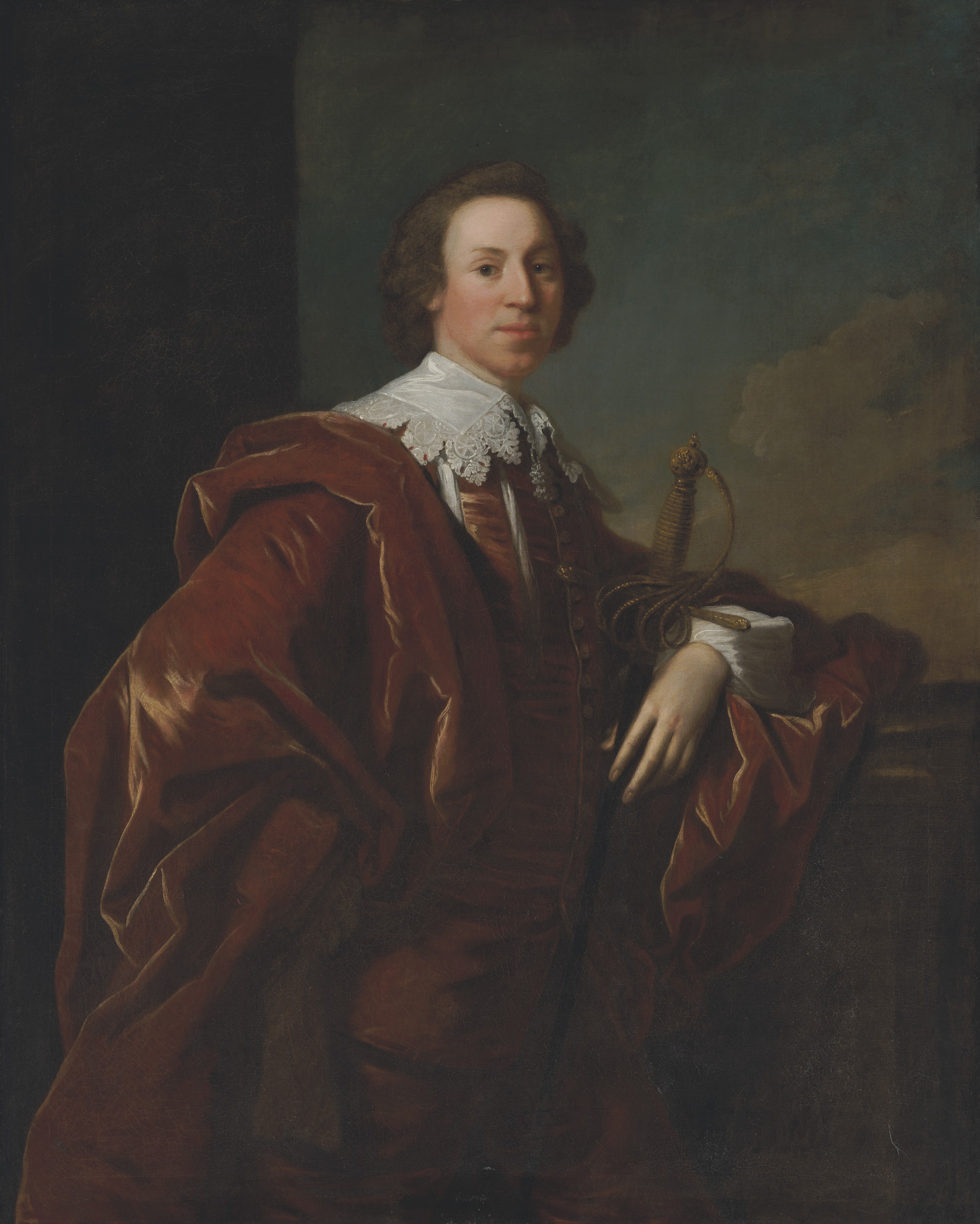
初代ベルヴェディア伯爵、ロバート・ハンター画。

- 初代ベルヴェディア伯爵ロバート・ロッチフォート（英語版）（1708年 – 1774年）
- 第2代ベルヴェディア伯爵ジョージ・ロッチフォート（英語版）（1738年 – 1814年）